# Ducado da Baviera
O Ducado da Baviera (também chamado erroneamente de Ducado da Bavária) foi, dos séculos VI ao VIII, uma região fronteiriça na porção sudeste do Reino Merovíngio e era governado por duques (duces) subordinados aos senhores francos. No final do século IX, um novo ducado foi criado na região, um dos ducados raiz do Reino da Alemanha e, posteriormente, parte do Sacro Império Romano-Germânico.
Entre 1070 e 1180, a Baviera era contra o imperador, numa resistência liderada principalmente pela Casa de Guelfo. no conflito final entre o duque Henrique, o Leão, e o imperador Hohenstaufen Frederico I, este triunfou e removeu de Henrique todos os seus feudos. A Baviera passou então para a Casa de Wittelsbach, que controlou a região até 1918.

## Ducado raiz primitivo
As origens do antigo ducado da Baviera podem ser traçadas até os anos 551/555. Em sua Gética, o cronista Jordanes escreveu: "Aquela área dos suábios tem os bávaros (bavarii) para o leste e os francos para o oeste...".
Até o final do primeiro ducado, todos os governantes foram descendentes da família dos francos Agilofings. Os bávaros então colonizaram a região a partir da Marca de Nordgau ao longo do rio Naab (uma região que seria depois chamada de Alto Palatinado) até o rio Enns no leste; para o sul pela passo Brenner até o alto Adige, na moderna região do Tirol Meridional. O primeiro duque documentado foi Garibaldo, um scion dos Agilofings, que governou de 555 em diante virtualmente como um vassalo merovíngio independente.
Na fronteira oriental, mudanças ocorreram com a saída das tribos germânicas lombardas da planície da Panônia para o norte da Itália em 568 e a chegada dos ávaros e o assentamento dos checos, de origem eslava, no território vizinho depois da Floresta da Boêmia na mesma época. Por volta de 743, o duque bávaro Odilo vassalou os príncipes eslavos da Carantânia (uma região que corresponde, grosso modo, ao território da futura Marca da Caríntia), que haviam pedido proteção contra os ávaros invasores. A residência dos duques Agilofings quasi-independentes era na época Ratisbona, a antiga colônia romana de Castra Regina às margens do rio Danúbio.
Durante a cristianização das tribos germânicas, o bispo Corbiniano lançou as bases da futura Diocese de Frisinga antes de 724; São Quiliano, no século VII, já havia atuado como missionário do território francônio no norte, governado na época pelos duques da Turíngia, onde Bonifácio fundaria a Diocese de Würzburg em 742. Na terras alamanas (suábias) vizinhas a oeste do rio Lech, Augsburgo era a sé episcopal. Quando Bonifácio fundou a Diocese de Passau em 739, aproveitou-se de tradições cristãs mais primitivas na região. Mais para o sul, Ruperto (Rupert) havia fundado, em 696, a Diocese de Salzburgo, provavelmente depois de ter batizado o duque Teodão da Baviera em sua corte em Ratisbona, o que lhe valeu o título de "Apóstolo da Baviera". Em 798, o papa Leão III criou a província eclesiástica da Baviera com Salzburgo como sé metropolitana e Ratisbona, Passau, Frisinga e Säben (posteriormente Brixen) como dioceses sufragâneas.
Com a ascensão do Império Franco sob a dinastia Carolíngia, a autonomia gozada pelos duques bávaros durante o período merovíngio acabou: em 716, os carolíngios incorporaram as terras francônias no norte, antes dominadas pelos duques da Turíngia, colocando os bispos de Würzburg numa posição de dominância. No ocidente, o prefeito do palácio carolíngio Carlomano suprimiu a última revolta alamana na infame corte sangrenta em Cannstatt em 746. O último ducado raiz tribal a ser incorporado foi a Baviera, em 788, depois que o duque Tassilão III tentou, em vão, manter sua independência aliando-se aos lombardos. A conquista do Reino dos Lombardos por Carlos Magno provocou a que de Tassilão, que foi deposto em 788. A Baviera passou então a ser administrada por prefeitos francos.

## Novo ducado raiz
Em seu "Ordinatio Imperii" de 817, o filho e sucessor de Carlos Magno, o imperador Luís, o Piedoso, tentou manter a unidade do Império Carolíngio: a autoridade imperial deveria, logo depois de sua morte, passar para seu primogênito Lotário I e os irmãos mais novos deveriam receber reinos subordinados. A partir de 825, Luís, o Germânico, se auto-intitulou "Rei da Baviera" no território que se tornaria o centro de seu poderio. Quando seus irmãos dividiram o império no Tratado de Verdun de 843, a Baviera passou a fazer parte da Frância Oriental governada por Luís, agora rei, que, ao morrer, deixou o título real bávaro para seu filho mais velho, Carlomano em 876. O filho natural de Carlomano, Arnulfo da Caríntia, criado nas antigas terras da Carantânia, assegurou para si a Marca da Caríntia quando seu pai morreu em 880 e tornou-se rei da Frância Oriental em 887. A Caríntia e a Baviera eram as bases de seu poder e Ratisbona, sua capital.

## Leopoldianos e otonianos
O reino carolíngio na Frância Oriental acabou em 911 quando o filho de Arnulfo, o rei Luís, a Criança, morreu sem deixar herdeiros. A falta de uma autoridade central resultou num reforço dos ducados raiz germânicos. Na mesma época, a Frância Oriental estava exposta à crescente ameaça representada pelas invasões húngaras, especialmente na Marca da Áustria bávara (marchia orientalis), do outro lado do rio Enns. Em 907, o exército de Leopoldo (Luitpold) sofreu uma dura derrota na Batalha de Pressburgo e ele próprio acabou morto. Seu filho, Arnulfo, o Mau, assumiu o título ducal, tornando-se o primeiro duque da Baviera da dinastia leopoldiana. Porém, a Marca da Áustria permaneceu sob ocupação húngara e as terras na Panônia foram perdidas para sempre.
Ainda assim, a auto-confiança dos duques bávaros tornou-se tema de disputas no recém-criado Reino da Alemanha: o filho de Arnulfo, Everardo (Eberhard) foi deposto pelo ri Otão I da Alemanha em 938; ele foi sucedido por seu irmão mais velho, Bertoldo (Berthold). Em 948, Otão finalmente depôs os leopoldianos e instalou seu irmão caçula Henrique I com duque da Baviera. O herdeiro menor do finado duque Bertoldo, Henrique III, foi afastado com um cargo de conde palatino bávaro. A última tentativa dos leopoldianos de reconquistar o antigo poder, a aliança com o filho rebelde de Otão I, duque Liudolfo da Suábia, foi esmagada em 954.
Em 952, o duque Henrique I também recebeu a Marca de Verona na Itália, que Otão I arrancou do controle do rei Berengário II da Itália. Ele ainda teve que lidar com a ameaça húngara, que só foi eliminada depois da vitória de Otão na Batalha de Lechfeld em 955. Os magiares recuaram para além dos rios Leitha e Morava, facilitando uma segunda onda de Ostsiedlung germânicos nas regiões modernas da Baixa Áustria, Ístria e Carniola. Apesar do governo dos descendentes otonianos de Henrique I, um ramo cadete da dinastia real saxônia, o conflito dos duques bávaros com a corte alemã (e, a partir de 962, imperial) continuou: em 976, o imperador Otão II depôs seu primo rebelde, duque Henrique II da Baviera e criou o Ducado da Caríntia em território bávaro concedido ao antigo conde palatino leopoldiano Henrique III, que tornou-se também marquês de Verona. Embora Henrique II tenha se reconciliado com a viúva de Otão, a bizantina Teofânia em 985 e reconquistado seu ducado, o poder dos duques bávaros foi diminuído ainda mais com a ascensão da francônia Casa de Babenberg, os marqueses da Áustria (Ostarrichi), cada vez mais independentes.

## Casa de Guelfo
O último duque otoniano, o filho de Henrique II, Henrique III, foi eleito "rei dos romanos" em 1002. Em épocas diferentes, o ducado foi governado por reis germânicos em união pessoal, por duques dependentes ou mesmo pelos filhos do imperador, uma tradição mantida pelos sucessores sálios de Henrique. Este período também testemunhou a ascensão de diversas famílias aristocráticas, como os condes de Andechs ou a Casa de Wittelsbach. Em 1061, a imperatriz-mãe Inês de Poitou (Agnes) concedeu terras em troca de serviços ao conde saxônico Otão de Nordheim. Ainda assim, o filho dela, o rei Henrique IV tomou novamente o ducado através de artimanhas falaciosas, resultando na Revolta Saxônica de 1073. Henrique deixou a Baviera a cargo de Guelfo I, um scion da Casa de Este, da Marca de Verona, e progenitor da dinastia de Guelfo, que governou o ducado de forma intermitente pelos próximos 110 anos.

## Estado imperial
De 1180 até 1918, os Wittelsbachs governaram a Baviera, primeiro como duques e, depois, como eleitores e reis. Quando o conde palatino Otão IV de Wittelsbach tornou-se Otão I, duque da Baviera, em 1180, o tesouro da família estava em péssima situação. Nos anos seguintes, contudo, ele foi reposto de forma significativa através de aquisições, casamentos e heranças. Terras recém-adquiridas não eram mais concedidas na forma de feudos e passaram a ser gerenciadas por servos. Além disso, famílias poderosas, como os condes de Andechs, se extinguiram nesta época. O filho de Otão, Ludwig I de Wittelsbach trocou terras por serviços feudais para o Condado Palatino do Reno.
Como não havia mais preferência pela sucessão do primogênito na dinastia Wittelsbach, ao contrário de muitas dinastias da época, houve, em 1255, uma divisão do ducado entre a Alta Baviera, com o Palatinado e Nordgau (com sede em Munique), a Baixa Baviera (com sedes em Landshut e Burghausen). Ainda hoje se reconhece esta distinção (Regierungsbezirke).
Apesar de nova divisão depois de um breve período de reunificação, a Baviera recuperou seu poder com Luís IV, o primeiro imperador Wittelsbach, eleito em 1328. As recém-adquiridas regiões de Brandemburgo (1323), Tirol (1342), as províncias holandesas de Holanda, Zelândia e Frísia e o Hainaut (1345) foram, porém, perdidas nos reinados de seus sucessores. Em 1369, o Tirol foi cedido aos Habsburgo no Tratado de Schärding. Os ducados holandeses foram conquistados pelo Ducado da Borgonha em 1436. No Tratado de Pavia (1329), o imperador Luís dividiu a comando da região do Palatinado com Condado Palatino do Reno, uma região depois chamada de Alto Palatinado, perdendo assim a dignidade eleitoral para a dinastia na região. Com o reconhecimento dos limites dos domínios do duque da Baviera em 1275, encerrou-se também o domínio sobre Salzburgo. Quando o arcebispo da cidade emitiu suas próprias regulamentações em 1328, Salzburgo tornou-se um estado virtualmente independente dentro do Sacro Império Romano-Germânico.
Nos séculos XIV e XV, Alta e Baixa Baviera foram repetidamente divididas. Quatro ducados passaram a existir depois da divisão de 1392: Baixa Baviera-Straubing, baixa Baviera-Landshut, Baviera-Ingolstádio e Baviera-Munique. Este duques frequentemente guerreavam entre si. O duque Alberto IV de Baviera-Munique uniu a Baviera novamente em 1503 através de primogenitura e guerras. Porém, as regiões de Kufstein, Kitzbühel e Rattenberg, no Tirol, se perderam no ano seguinte.